# Stömne
Stömne är ett samhälle utmed länsväg 175, öster om Stömnesjön och söder om Glafsfjorden i Arvika kommun, Värmlands län, belägen i Stavnäs socken. SCB avgränsade här en småort från 1990 till 2023.
Stömne järnbruk anlades 1693 och var mest utvecklat under 1860-1870-talet. Brukets ägare lät anlägga en hästjärnväg för transporter ned till lastkajen vid Stömnesjön. Den öppnades för trafik 1866 och lades ned 1891. Längden var 1,3 kilometer och spårvidden 0,750 meter.